# Scania 3-serie
De Scania 3-serie is een serie vrachtwagenmodellen die in 1987 werd geïntroduceerd door de Zweedse vrachtwagenfabrikant Scania. Het is de opvolger van de 2-serie. De 3-serie werd geleverd met verschillende dieselmotoren variërend van een 9 liter motor met 230 pk (DN9) tot een 14 liter V8-motor van 500 pk (DSC14 V8).
De productie van de 3-serie werd in 1995 gestopt toen Scania de 4-serie introduceerde. De 3-serie was de eerste serie Scania-vrachtwagens waarvoor de naam ‘Streamline’ gebruikt werd. Dit programma heeft als doel het brandstofverbruik te verbeteren en de luchtweerstand te verlagen. De meest opvallende veranderingen vergeleken met de 2-serie waren de opnieuw ontworpen grille en bumper met daarin opgenomen de koplampen en verbeterde winddeflectors aan de zijkanten van de cabine. Daardoor werd de serie werd in 1989 uitgeroepen tot Truck van het jaar.

## Modellen
Van het modelnummer van de voertuigen uit de 3-serie wordt meestal alleen het eerste gedeelte vermeld, dat bestaat uit een letter, 3 cijfers en een letter, bijvoorbeeld: P113H.
Dit modelnummer staat vaak, zonder de eerste letter, rechts op de voorzijde van het voertuig. Links staat vaak een getal dat het motorvermogen in paardenkracht aangeeft. Dit kan variëren van 230 tot 500 pk.
De eerste letter van het modelnummer geeft het cabinetype aan: (G: frontstuur, vast gemonteerd, P: frontstuur, geveerd, R: frontstuur, geveerd, verhoogd, T – torpedofront)
Het laatste cijfer in het modelnummer is bij de 3-serie altijd een 3 (voor 3-serie). Het eerste deel van het cijfer geeft de cilinderinhoud aan: 9, 11, 12, 14 of 16 liter.

De letter daarachter geeft het chassis type aan: Medium duty (middelzwaar), Heavy duty (zwaar) of Extra-heavy duty (extra zwaar).

## Galerij

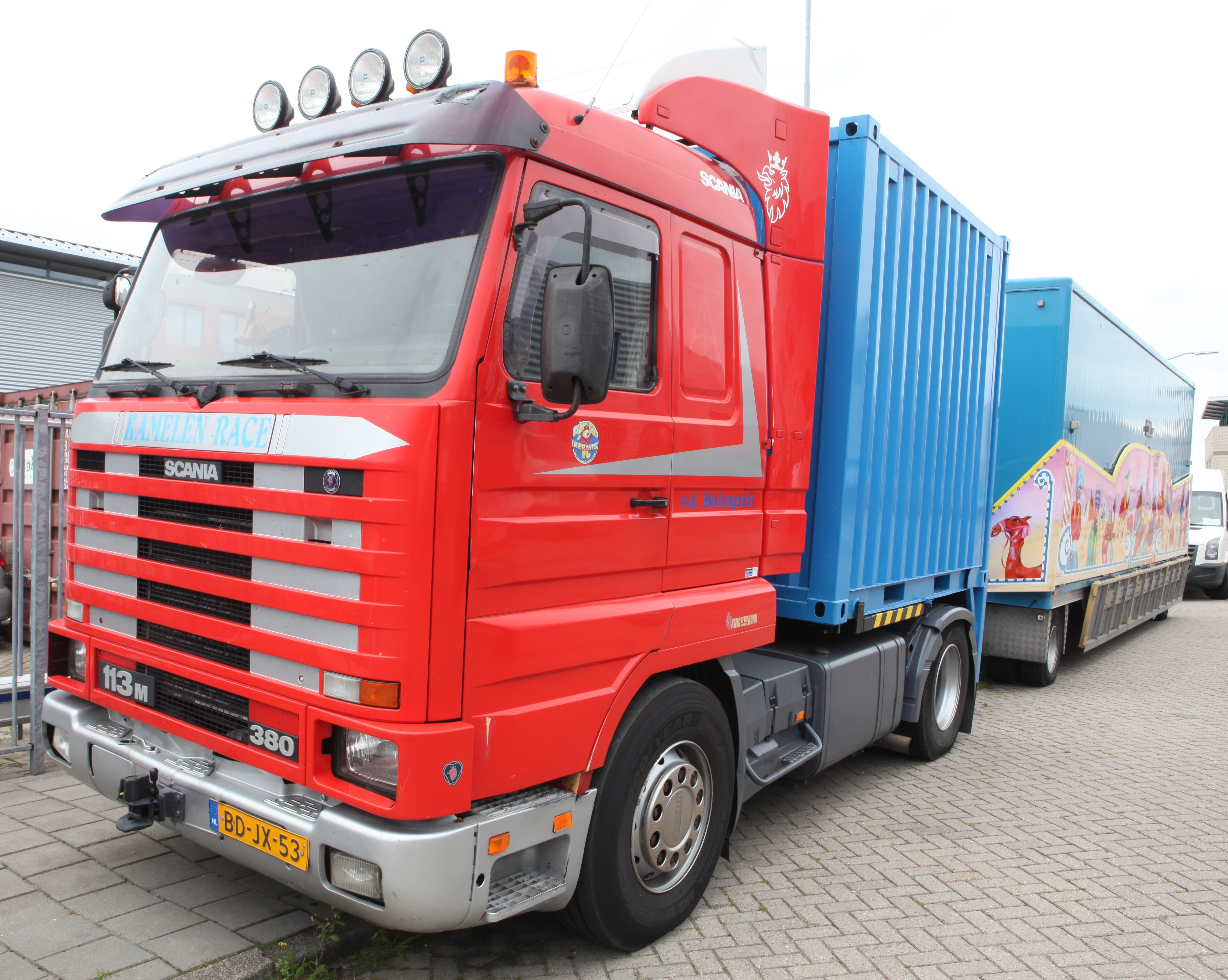
Scania R113M 380
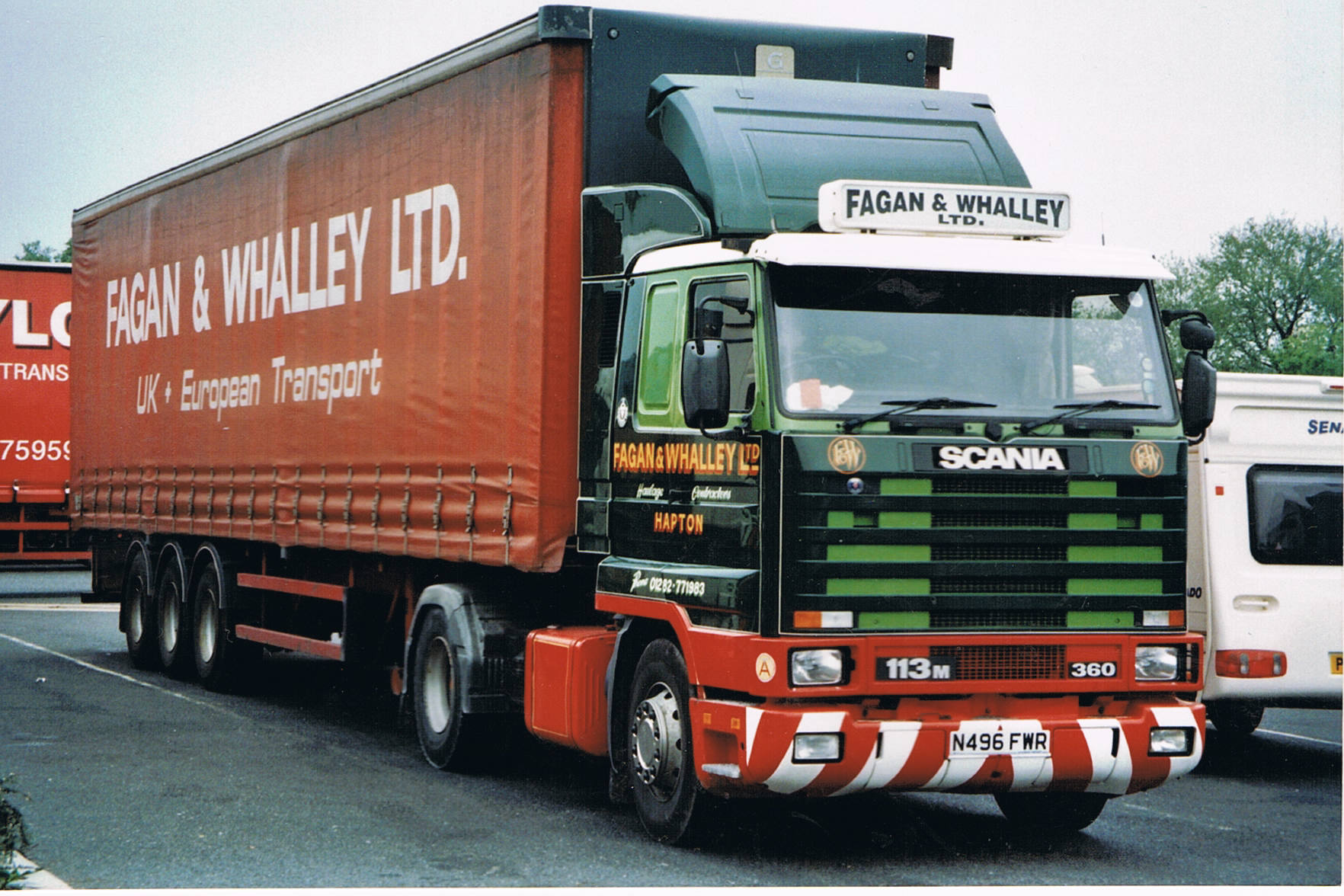
Scania P113M 360
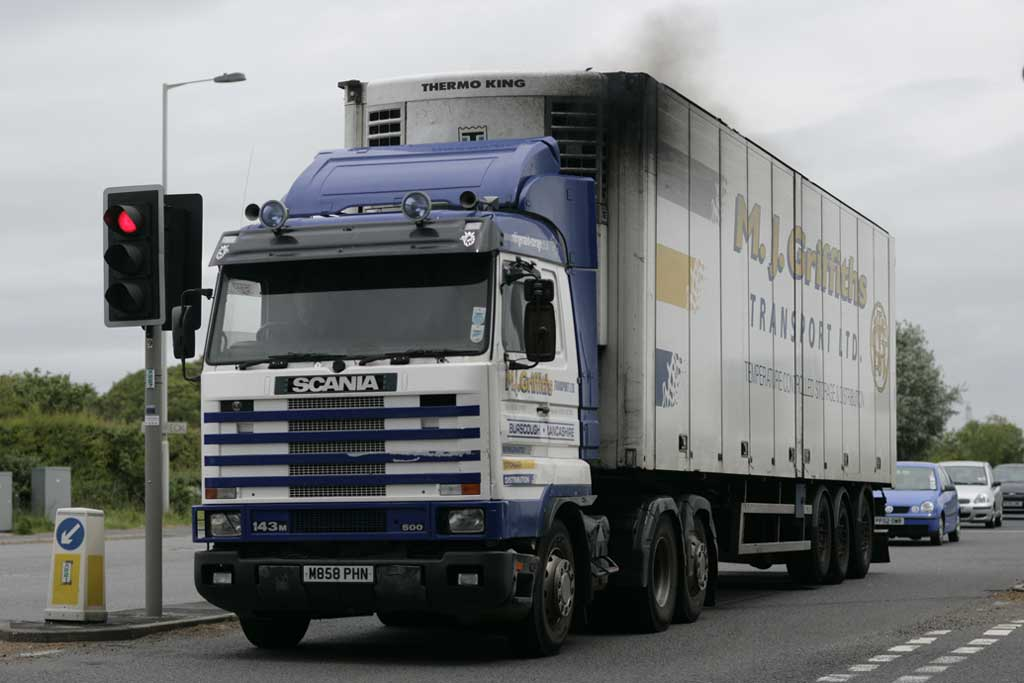
Scania R143M 500 trekker met oplegger
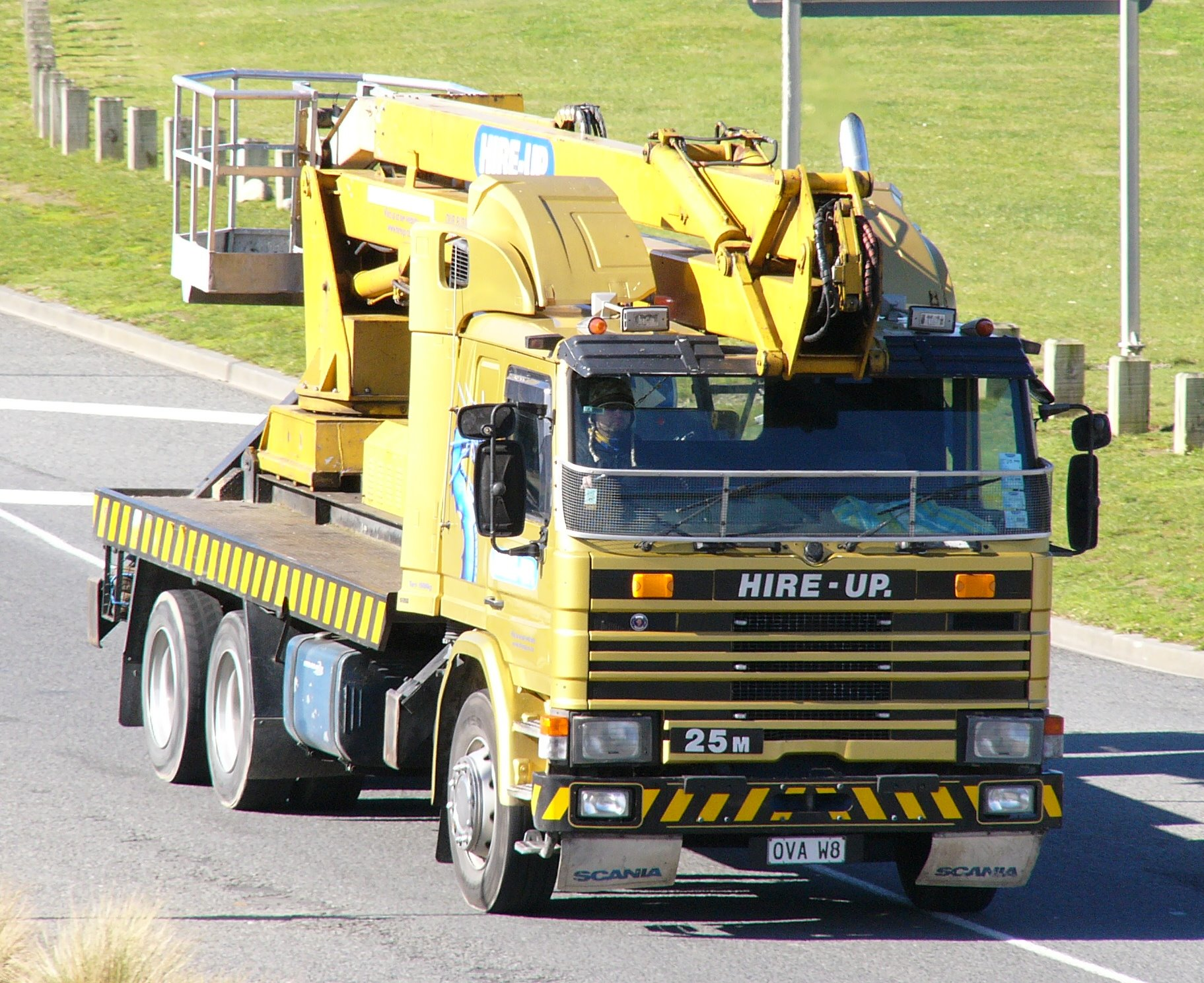
Scania P113M met hoogwerker.
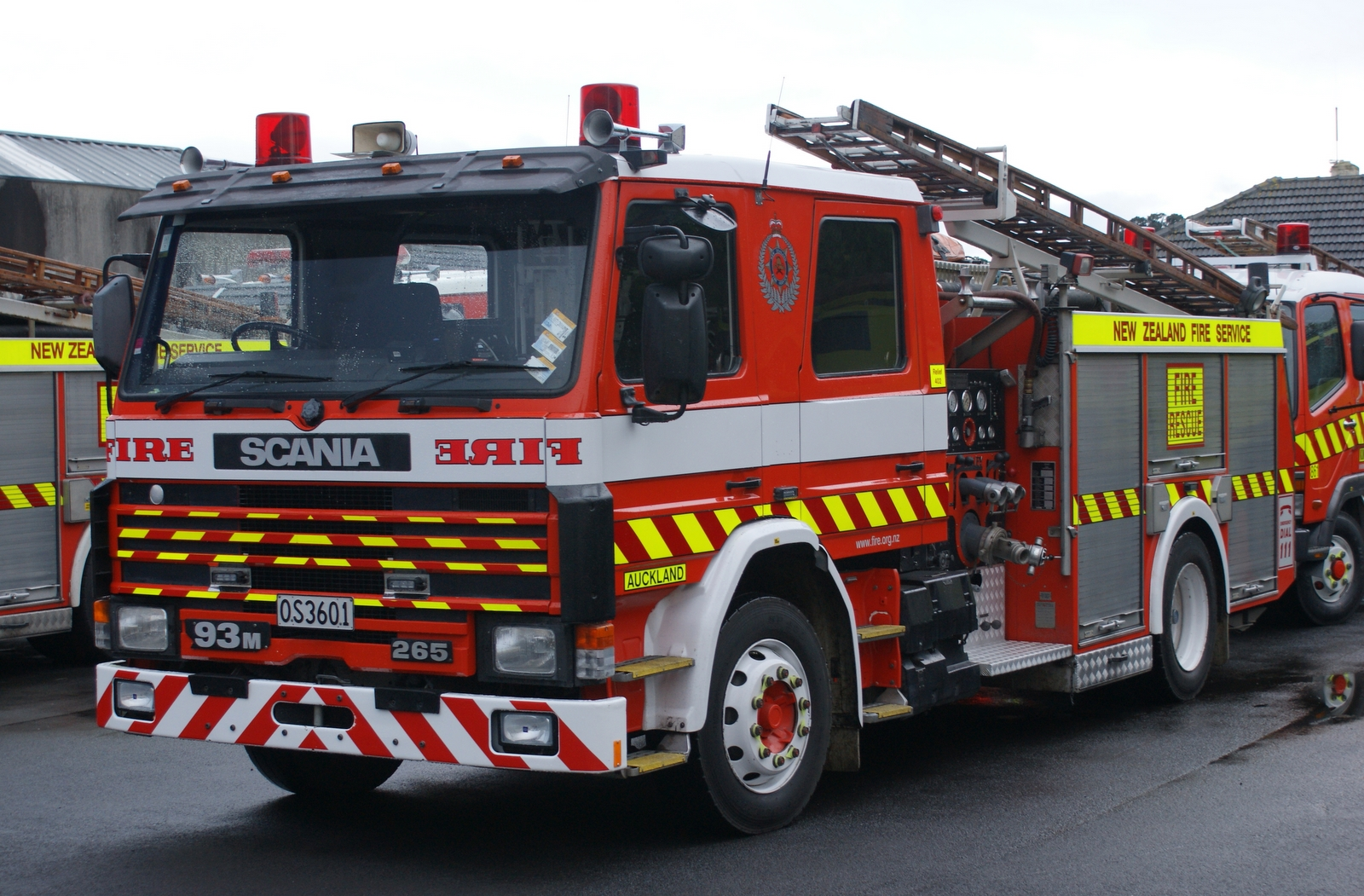
Scania G93M 265 brandweerwagen in Nieuw-Zeeland
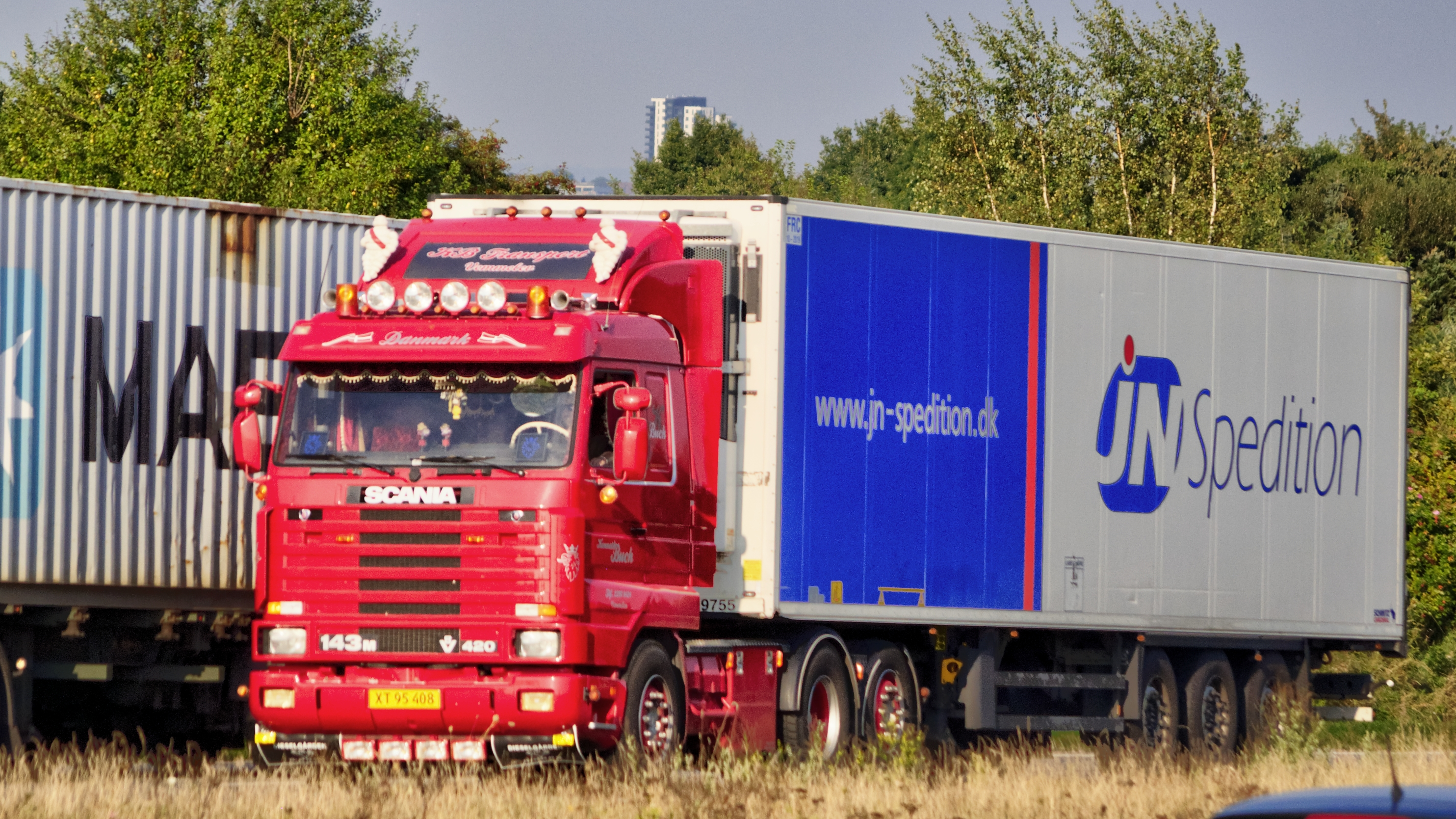
Scania R143M 420 trekker met oplegger
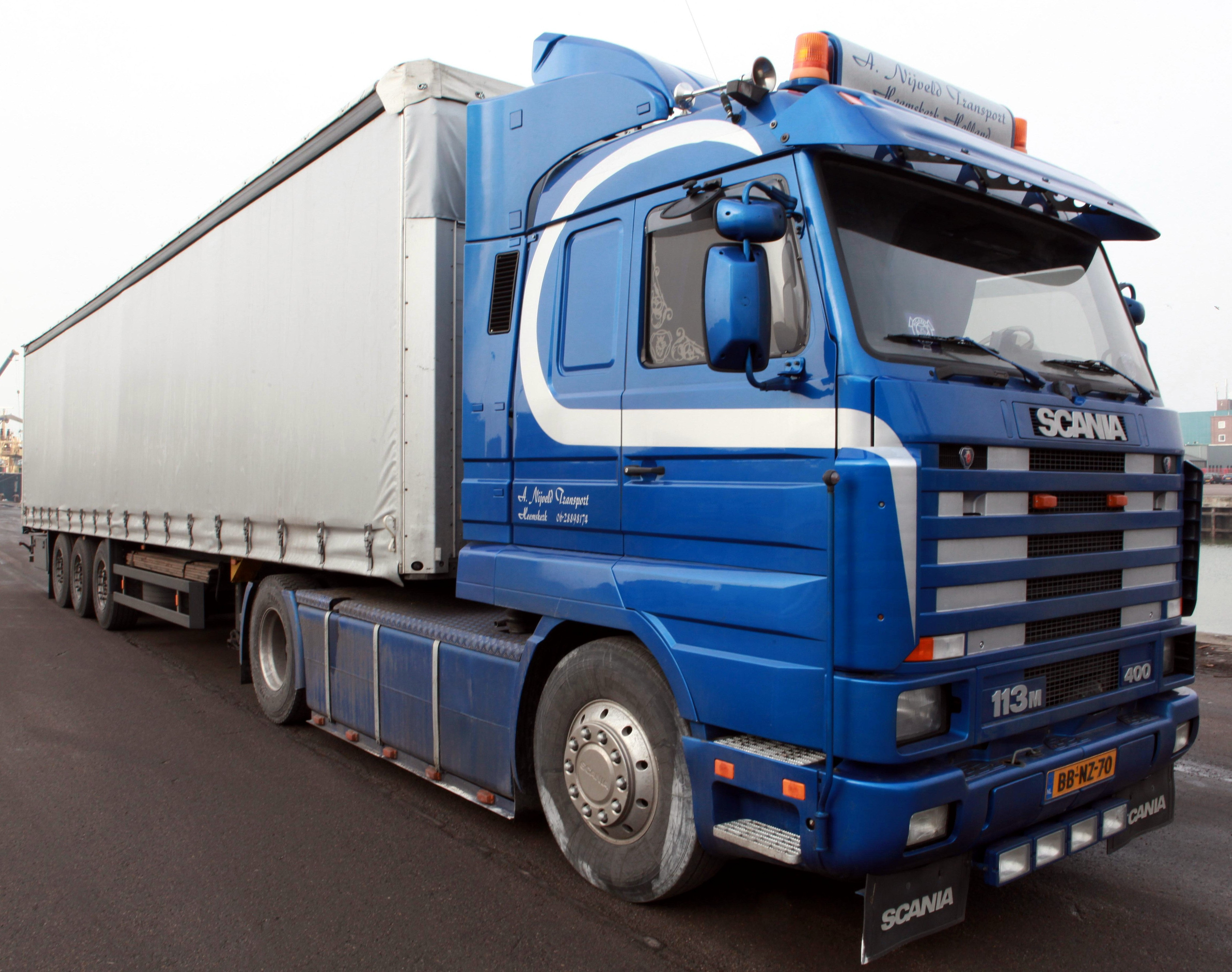
Scania 113M 400 trekker met oplegger
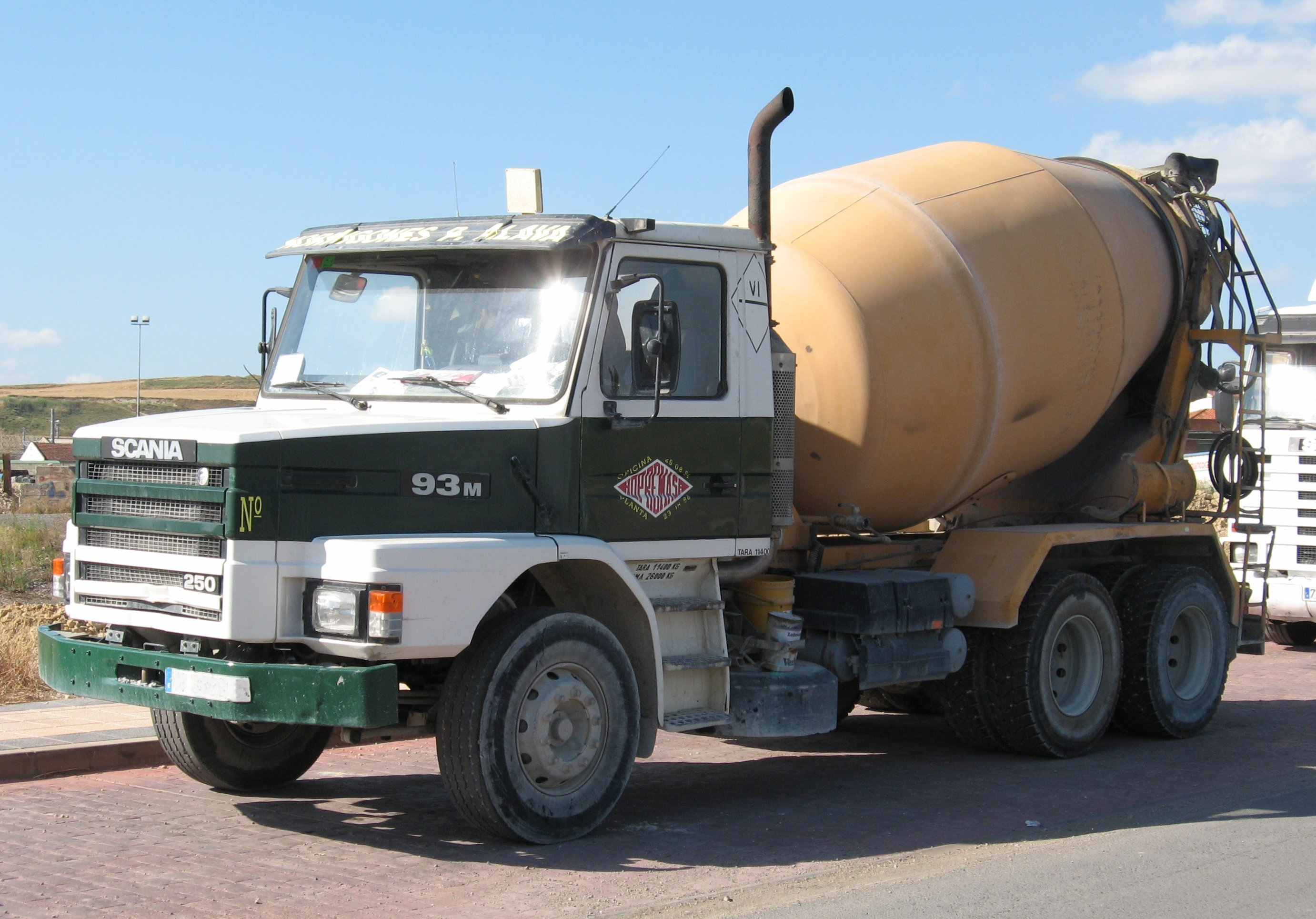
Scania T93M 250 betonwagen
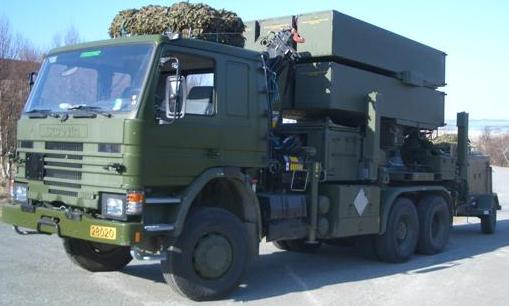
Noorse militaire Scania P113H 310 met NASAMS lanceerinstallatie
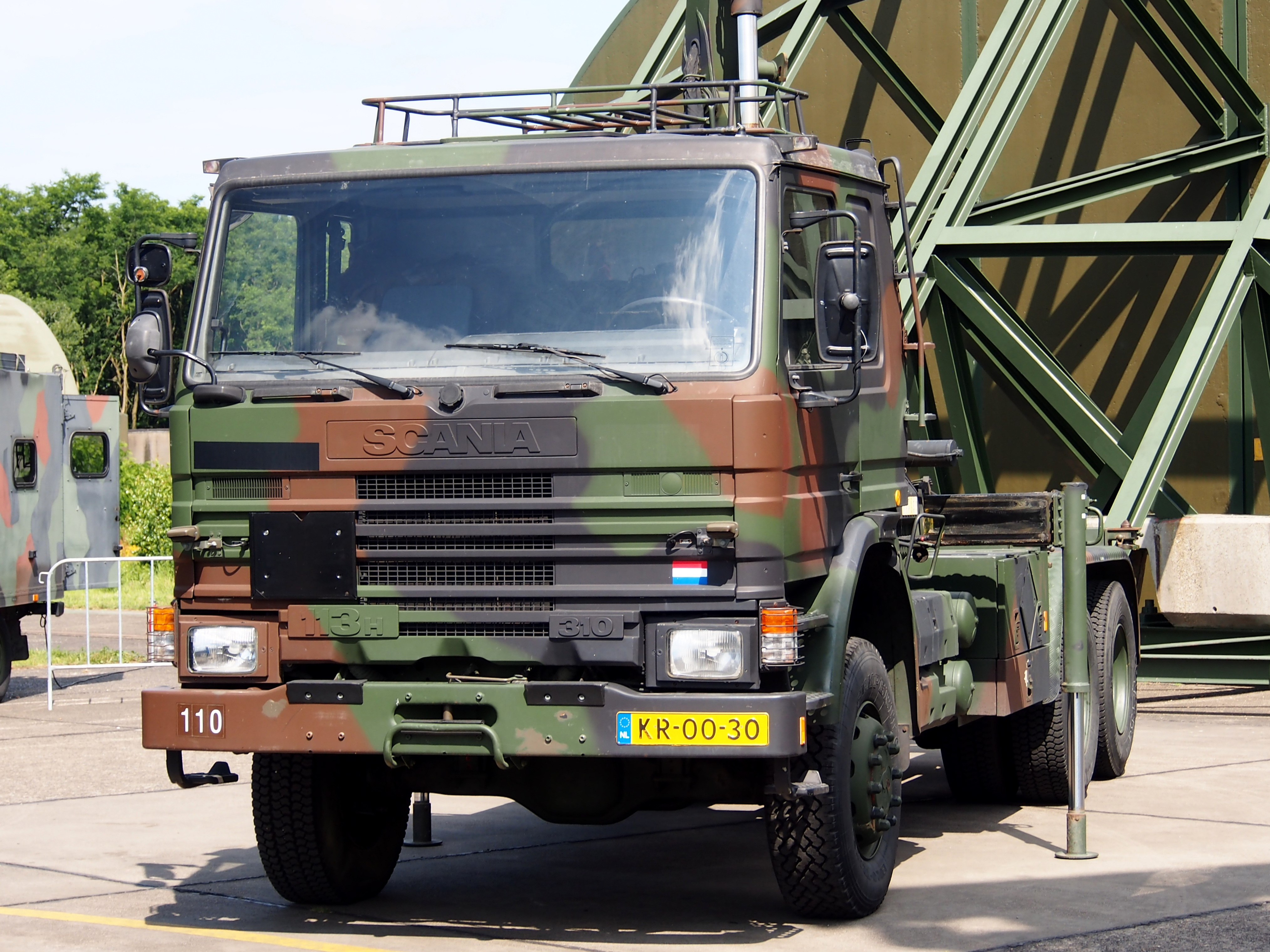
Nederlandse militaire Scania P113H 310 NASAMS transporteur met autolaadkraan